# Anton Pfalz
Anton Pfalz (* 4. Dezember 1885 in Deutsch-Wagram, Österreich-Ungarn; † 11. November 1958 in Zipf, Oberösterreich) war ein österreichischer Sprachwissenschaftler und führendes Mitglied des antisemitischen Professorennetzwerk „Bärenhöhle“.
Er wirkte als Mundartforscher und Dialektgeograph. Zudem war er Professor an der Universität Wien und hatte über viele Jahre die Leitung der „Wiener Wörterbuchkanzlei“ inne (heute Institut für Österreichische Dialekt- und Namenlexika der Österreichischen Akademie der Wissenschaften).

## Leben
Geboren als Sohn des begüterten Postmeisters, Gemeinderats und Chronisten Anton Pfalz und Theresia Stika in Deutsch-Wagram, besuchte Pfalz nach der Volksschule in seinem Geburtsort das Schottengymnasium in Wien und absolvierte seine Reifeprüfung am Landes-Realgymnasium in Stockerau. Es folgte das Studium der deutschen und klassischen Philologie an der Universität Wien u. a. bei Rudolf Much und Joseph Seemüller (1855–1920), bei dem er 1910 mit einer Dissertation über die „Lautlehre der Mundart von Deutsch-Wagram und Umgebung“ promovierte. 1911 legte Pfalz auch die Lehramtsprüfung für höhere Schulen (damals „Mittelschulen“) in Deutsch und Latein ab, doch nach dem sogenannten Probejahr am Wiener Maximiliansgymnasium unterrichtete er nie mehr an einer Schule. Zuvor hatte er sich bereits mit Walter Steinhauser (1885–1980) am Schweizerischen Idiotikon kundig gemacht und sich durch Primus Lessiak in Freiburg/Fribourg i. d. Schweiz mit praktischen Mundartforschungsfragen vertraut machen lassen. Mit ihm unternahm er auch 1912 eine beschwerliche Reise mit Mauleseln und schwerem technischem Gerät auf die Hochebene der Sette Commune zu den Sieben Gemeinden im damaligen Welsch-Tirol, der Provinz Trient, um die ersten Phonogrammaufnahmen des Zimbrischen für das Phonogrammarchiv in Wien zu machen, die auch heute noch existieren. Dadurch gehört das Zimbrische der Sieben Gemeinden zu jenen privilegierten Sprachen, von denen bereits aus so früher Zeit authentische Tonbandaufnahmen existieren.
1911 war die Kanzlei zur Schaffung eines Bayerisch-Österreichischen Wörterbuches, die „Wiener Wörterbuchkanzlei“, der Kaiserlichen Akademie der Wissenschaften gegründet worden, in der Pfalz 1912–1920 als wissenschaftlicher Assistent wirkte und der er ab 1920 bis zu seiner Entlassung 1945 vorstand. 1919 erfolgte seine Habilitation auf Grund der Suffigierung der Personalpronomina im Donaubairischen und der Reihenschritte im Vokalismus. 1921 heiratete Pfalz Baronin Helene v. Benz-Albkron, mit der er einen Sohn, Helmut Dietrich Pfalz (1928–2013), hatte. Sieben Jahre nach seiner Habilitation, 1926, wurde ihm der Berufstitel „außerordentlicher Universitätsprofessor“ („tit.ao.Prof.“) verliehen. Im selben Jahr erhielt er auch einen Lehrauftrag für deutsche Mundartforschung und Volkskunde an der Universität Wien, wo der Titular-Extraordinarius 1931 schließlich eine außerordentliche Professur für Geschichte der deutschen Sprache und der älteren deutschen Literatur erhielt und 1940 auch mit der Leitung des phonetischen Lehrapparates betraut wurde. 1939 wurde er als korrespondierendes Mitglied in die „Akademie der Wissenschaften in Wien“ aufgenommen.
Pfalz war 1919–1928 Mitglied der Großdeutschen Volkspartei gewesen, die entschieden für die im Frieden von St. Germain verbotene Vereinigung Österreichs mit dem Deutschen Reich (den „Anschluss“) eintrat, aber nach Verlust ihrer Regierungsbeteiligung 1927 von vielen Mitgliedern verlassen worden war. In der Folgezeit war er 1933/34 Mitglied des NS-Lehrerbundes bis zu dessen Verbot im Ständestaat, womit er den meisten übrigen Mitgliedern der Großdeutschen Volkspartei, die erst 1938 nach dem „Anschluss“ der NSDAP beitraten, ein Stück voraus war. 1934 trat er allerdings in die „überparteiliche“ Vaterländische Front von Engelbert Dollfuß ein, was eine Pflicht aller „regierungstreuen“ öffentlichen Bediensteten war, wurde aber 1937 auch Mitglied der verbotenen NSDAP, also ein „Illegaler“ wie sein wissenschaftlicher Schüler Eberhard Kranzmayer. Am 21. Mai 1938 beantragte er die reguläre Aufnahme in die NSDAP und wurde rückwirkend zum 1. Mai desselben Jahres aufgenommen (Mitgliedsnummer 6.301.505). 1943 wurde er Pressereferent des NS-Dozentenbundes für die philosophische Fakultät der Universität Wien, was den Rang eines „Gauhauptstellenleiters“ bedeutete. Während andere belastete Professoren der Wiener Universität wegen Personalmangels nach dem Ende des Zweiten Weltkrieges 1945 ihre Lehrtätigkeit fortsetzen durften, hatten seine Parteizugehörigkeit in der Illegalität und seine Funktion im NS-Dozentenbund die Entlassung zur Folge und wurde mit Betretungsverbot an der Universität belegt.  Viktor Dollmayr wurde sein Nachfolger in der Wörterbuchkanzlei. 1947 wurde Pfalz als nur „Minderbelasteter“ nach dem Verbotsgesetz eingestuft und 1949 pensioniert.
Pfalz gehörte zum antisemitischen Professorennetzwerk „Bärenhöhle“, dessen geheimes Wirken es jüdischen und linken Wissenschaftlern in der Zwischenkriegszeit schwer machte, an der Philosophischen Fakultät der Universität Wien, die damals sämtliche Geistes- und Naturwissenschaften umfasste, habilitiert oder berufen zu werden.
In Wien-Donaustadt (22. Bezirk) trägt die Pfalzgasse seinen Namen. Die Anton Pfalz-Straße in Deutsch-Wagram ⊙ wurde hingegen nach seinem Vater Anton Pfalz, dem ehemaligen Postmeister, Chronisten und Gründer des Denkmals der Schlacht bei Wagram, benannt.

## Bedeutung
Pfalz war wichtiger Mitbegründer der sich um 1910 konstituierenden Wiener dialektologischen Schule, und in ihr war er es, der zuerst für die Wirksamkeit innersprachlicher Kräfte eintrat, indem er mit „Reihenschritten“ 1918 ein strukturalistisches Prinzip teilweise vorwegnahm. Pfalz persönlicher Verkehr in Wien mit Nikolai Sergejewitsch Trubetzkoy, der ja auch wiederum Daten von Pfalz für eigene Arbeiten verwendete, führte Pfalz dann zu seinen Arbeiten auf diesem Gebiet im deutschen Sprachraum.
Freilich wird die Wiener Schule heute auch kritisch gesehen im Sinne ihrer stets großdeutschen Ausrichtung und, offen bis 1945, ihrer völkischen Schlagseite, die sich, wie einige befinden, in ihren Konzepten widerspiegelt. Die Mitglieder dieser Schule – neben Pfalz etwa Walter Steinhauser und Eberhard Kranzmayer – waren wie beinah alle Germanisten der Zeit deutsch-national gesinnt oder NSDAP-Mitglieder.

## Veröffentlichungen (Auswahl)
- Vorwort zu Die Blutsgemeinschaft im Großdeutschen Reich von Gerhard Frhr. v. Branca. Graz: Leykam, Graz 1939.
- Reihenschritte im Vokalismus. In: Beiträge zur Kunde der bayerisch-österreichischen Mundarten 1 (= Sitzungsberichte der Kaiserlichen Akademie der Wissenschaften, Philologisch-historische Klasse. Band 190/2). Wien 1918, S. 22–42.
- Suffigierung der Personalpronomina im Donaubairischen. Hölder-Kommssionsverlag, Wien 1918.
- Die Mundart des Marchfeldes  (= Mitteilungen der Phonogramm-Archiv-Kommission. Band 27 = Sitzungsberichte der Kaiserlichen Akademie der Wissenschaften in Wien. Band 170,6). Wien 1913.
- Dialektgeographische Proben. XII. Bericht der Kommission für das Bayerisch-österreichische Wörterbuch für 1924 (= Anzeiger der Akademie der Wissenschaften. Philologisch-historische Klasse. Band 1925). Wien 1925, S. 9–24.
- Grundsätzliches zur Mundartforschung. In: Germanistische Forschungen. Festschrift zum 60-jährigen Stiftungsfest des Wiener Akademischen Germanistenvereins. Wien 1925, S. 205–226.
- Zur Phonologie der bairisch-österreichischen Mundart. In: Lebendiges Erbe. Festschrift für Ernst Reclam. Leipzig 1936, S. 9–19.
- Die Mundarten des Norddonauraumes. In: Deutsches Archiv für Landes- und Volksforschung. Band 1, 1937, S. 653–668.
- Die Überlieferung des Deutschenspiegels (= Forschungen zu den deutschen Rechtsbüchern. Band 1 (= Sitzungsberichte der Akademie der Wissenschaften. Band 191,1). Wien 1919.
- Leopold Nowak, Adolf Koczirz, Anton Pfalz: Das deutsche Gesellschaftslied in Österreich von 1480 bis 1550 (= Denkmäler der Tonkunst in Österreich. Band 72). Universal-Edition, Wien 1930.

Editionsarbeiten:
- Reihe Deutsche Mundarten 1908–1918 (mit Joseph Seemüller).
- Reihe Forschungen zu den deutschen Rechtsbüchern 1919–1938 (mit Hans Voltelini).
- Österreichische Krieger- und Wehrmachtslieder aus dem Jahre 1809. Wien 1905.
- Flugschriften, hrsg. zum Besten des Kriegsdenkmalfonds in Deutsch-Wagram. Deutsch-Wagram 1906.